# Liste der Nummer-eins-Hits in den Cash Box Charts (1961)
Diese Liste enthält alle Nummer-eins-Hits in den amerikanischen Cash Box Charts im Jahr 1961. Es gab in diesem Jahr 21 Nummer-eins-Singles.
| Singles |
| --- |
| - Elvis Presley – Are You Lonesome Tonight? - 6 Wochen (26. November 1960 – 6. Januar 1961) - Bert Kaempfert & Orchestra – Wonderland by Night - 1 Woche (7. Januar – 13. Januar) - Ferrante & Teicher – Exodus - 2 Wochen (14. Januar – 27. Januar) - The Shirelles – Will You Love Me Tomorrow - 2 Wochen (28. Januar – 10. Februar) - Lawrence Welk & Orchestra – Calcutta - 4 Wochen (11. Februar – 10. März) - Chubby Checker – Pony Time - 1 Woche (11. März – 17. März) - Elvis Presley – Surrender - 2 Wochen (18. März – 31. März) - The Marcels – Blue Moon - 3 Wochen (1. April – 21. April) - Del Shannon – Runaway - 2 Wochen (22. April – 5. Mai, insgesamt 4 Wochen) - Earnie K-Doe – Mother-In-Law - 2 Wochen (6. Mai – 19. Mai) - Del Shannon – Runaway - 2 Wochen (20. Mai – 2. Juni, insgesamt 4 Wochen) - Roy Orbison – Running Scared - 1 Woche (3. Juni – 9. Juni) - Ricky Nelson – Travelin' Man - 3 Wochen (10. Juni – 30. Juni) - Gary U. S. Bonds – Quarter To Three - 3 Wochen (1. Juli – 21. Juli) - Bobby Lewis – Tossin' and Turnin' - 4 Wochen (22. Juli – 18. August) - The Highwaymen – Michael - 4 Wochen (19. August – 15. September) - Bobby Vee – Take Good Care Of My Baby - 3 Wochen (16. September – 6. Oktober) - Roy Orbison – Crying - 1 Woche (7. Oktober – 13. Oktober) - Ray Charles – Hit the Road Jack - 1 Woche (14. Oktober – 20. Oktober) - Dion – Runaround Sue - 3 Wochen (14. Oktober – 3. November) - Jimmy Dean – Big Bad John - 5 Wochen (4. November – 8. Dezember) - The Tokens – The Lion Sleeps Tonight - 4 Wochen (9. Dezember 1961 – 5. Januar 1962) |